# 205
El año 205 (CCV) fue un año común comenzado en martes del calendario juliano, en vigor en aquella fecha.
En el Imperio romano el año fue nombrado el del consulado de Caracalla y Geta o, menos comúnmente, como el 958 Ab urbe condita, siendo su denominación como 205 posterior, de la Edad Media, al establecerse el Anno Domini.

## Acontecimientos
- Se restaura el Muro de Adriano, intensamente dañado por los ataques de las tribus caledonias que habían invadido gran parte del norte de Britania.
- Cayo Fulvio Plauciano, prefecto del pretorio y suegro de Caracalla, es asesinado.
- Papiniano se convierte en prefecto pretoriano.
- El emperador Caracalla ordena la construcción, en Roma, de unas grandiosas termas. Inauguradas en 216, se conocerán como las Termas de Caracalla.[1]

## Nacimientos
- Plotino, según su discípulo Porfirio.